# Magic in the Moonlight
Magic in the Moonlight è un film del 2014 scritto e diretto da Woody Allen, con protagonisti Emma Stone e Colin Firth.

## Trama
Stanley Crawford, illusionista di fama internazionale, viene ingaggiato dal collega ed amico Howard Burkan, per smascherare Sophie Baker, giovane sensitiva americana ospite di alcuni suoi amici, ai quali sta offrendo le proprie doti di medium. Burkan, che ha già smascherato molti ciarlatani prima di Sophie, sospetta che la ragazza, che nel frattempo ha conquistato il cuore dell'erede di famiglia e della madre vedova, abbia scopi fraudolenti ai danni dei facoltosi padroni di casa. Tuttavia, non essendo riuscito ad individuare nessun trucco nelle prestazioni della ragazza, chiede all'amico di aiutarlo.
Ma nemmeno Crawford, razionalista convinto, è capace di cogliere in fallo la ragazza. In principio riluttante, comincia a prendere sempre più in considerazione l'idea dell'esistenza di un mondo soprannaturale, al punto da indire una conferenza stampa per presentare Sophie e ripudiare il suo precedente scetticismo. 
Tuttavia, la sua crisi mistica dura pochissimo e, usando uno dei trucchi che lo hanno reso famoso sulle scene, riesce a scoprire la verità.
I poteri della ragazza, effettivamente, sono solo una finzione. La ragazza ha recitato la sua parte ingaggiata da Burkan, invidioso del successo di Crawford, esasperato dalla sua presunzione, e desideroso di dargli una lezione. 
Crawford capisce, e perdona Burkan. Inoltre, durante la vicenda, si è innamorato inconsapevolmente di Sophie e ora scopre di non poter fare a meno di lei. Dopo aver inizialmente rifiutato la sua proposta di matrimonio, Sophie poi ci ripensa, preferendolo così all'insulso milionario che stava cercando di imbrogliare.

## Produzione
Il film, che ha visto l'impegno di Letty Aronson, sorella minore del regista, è stato girato con un budget di quasi 17 milioni di dollari. Le riprese del film iniziarono nel luglio del 2013 e finirono nell'ottobre dello stesso anno.
Il primo trailer del film fu diffuso il 21 maggio 2014.
La distribuzione è stata curata dalla FilmNation Entertainment. La pellicola fu distribuita dalla Sony Pictures Classics nelle sale cinematografiche statunitensi a partire dal 15 agosto 2014 e in quelle italiane, dalla Warner Bros. a partire dal 4 dicembre dello stesso anno.

### Cast
Nell'aprile 2013, Colin Firth ed Emma Stone furono i primi a firmare per il film. Vennero seguiti in luglio da Jacki Weaver, Marcia Gay Harden, e Hamish Linklater.

## Distribuzione

### Divieto
Negli Stati Uniti d'America il film fu vietato ai minori di 13 anni per la presenza di "fumo eccessivo e commenti inappropriati".

## Accoglienza

### Incassi
Il film ha incassato in tutto il mondo 51 milioni di dollari, di cui 10,5 nel Nord America.

### Critica
Il film è stato definito troppo leggero, mentre i protagonisti sono stati lodati per la loro recitazione. Sull'aggregatore Rotten Tomatoes la pellicola riceve il 51% delle recensioni professionali positive, con un voto medio di 5,89 su 10 basato su 183 critiche, mentre su Metacritic ottiene un punteggio di 54 su 100 basato su 40 critiche.

## Riconoscimenti
- 2015 - Alliance of Women Film Journalists
  - Special Mention Award